# Stolnica sv. Cécilije, Albi
Stolnica svete Cecilije (francosko: Basilique Cathédrale Sainte-Cécile d'Albi), znana tudi kot stolnica Albi, je najpomembnejša katoliška zgradba v Albiju v Franciji in je sedež katoliškega nadškofa Albija. Zgrajena je na skalnem vrhu s pogledom na reko (Tarn (reka)|Tarn]]. Po albižanski križarski vojni je bila najprej zgrajena kot trdnjava; gradnja stolnice se je začela leta 1282 in se gradila 200 let. Je med največjimi opečnimi stavbami na svetu .
Poleg statusa nadškofijske cerkve je bila povzdignjena v naslov male bazilike, dostojanstvo, ki ga je 9. maja 1947 podelil papež Pij XII..
Stavba preseneča s kontrastom med njeno strogo zunanjo podobo vojaške trdnjave in slikovnim in kiparskim bogastvom njene notranjosti. Spomenik brez primere potrjuje svojo moč s slogom, značilnim za jugovzhod Francije, južno gotiko.
Leta 2010 je bila stolnica vpisana na Unescov seznam svetovne dediščine.

## Zgodovina
Sedanja stolnica je zadnja med stavbami na tem mestu. Prva izvira iz 4. stoletja in jo je leta 666 uničil požar. Druga je bila leta 920 znana po imenu svete Cecilije, današnje zavetnice glasbenikov. V 13. stoletju jo je zamenjala gotska stolnica v kamnu .
Sedanja južnofrancoska gotska stolnica je bila zgrajena iz opeke med letoma 1282 in 1480 po križarskem pohodu proti katarom, družbenim in verskim gibanjem z dualističnimi krščanskimi in gnostičnimi elementi v Albiju okoli leta 1165. Papež Inocenc III. je sprožil križarsko vojno za zatrtje katarizma na jugu Francije, v kateri je bilo ubitih zelo veliko katarov . Po križarskem pohodu naj bi prevladujoča prisotnost stolnice in trdnjave iz opeke, ki ji je bila podobna po zunanjosti, prikazala avtoriteto katoliške cerkve, zaščitila njeno svetišče za debelimi zidovi in izražala občutek revščine kot odziv na katarizem. Pobudnik gradnje stolnice je bil Bernard de Castanet, katoliški škof v Albiju in inkvizitor Languedoca, imenovan za škofa leta 1276, službo je nastopil leta 1277. Glede na hitrost, s katero se je delo začelo, ni dvoma, da je bila odločitev preučena in upoštevana pred prihodom Bernarda de Castaneta. Sredstva za projekt je zagotavljal tako, da je dvajset let dajal na razpolago škofijske prihodke in vrnjeno desetino. V svojem času je bil Albi najbogatejši izmed 120 tedanjih francoskih škofov, kar je odraz gospodarske blaginje, ki je sledila koncu albižanske križarske vojne. Dela na cerkveni ladji so bila končana okoli 1330 .

## Mere
- Višina zvonika: 78 m
- Znanja dolžina: 113,5 m
- Dolžina notranjosti: 100 m
- Zunanja širina: 35 m
- Širina notranjosti: 30 m
- Višina zunanjosti: 40 m
- Višina notranjosti: 30 m

## Opis
Arhitektura je navdihnjena z najnovejšimi 'neodvisnimi' konstrukcijami z juga, kot je Jakobinska cerkev samostana v Toulousu. Povezava med Albijem in Toulousom je tesna, odkar je Sicard Alaman, upravitelj Toulouških grofov, zgradil prestolnico svojega fevda v Castelnau-de-Lévisu, nekaj kilometrov od Albija na drugem bregu Tarna. Poleg tega Bernard de Castanet ohranja tesno povezavo s samostanskimi redovi, večinoma z dominikanci, ki imajo inkvizitorno nalogo.
Stolnica je zgrajena v južno francoskem gotskem slogu. Ker lokalnega gradbenega kamna ni mogoče najti, je konstrukcija zgrajena skoraj v celoti iz opeke.
Gradnja se je začela z vzhodno fasado, kot je to običajno v verski arhitekturi, s polaganjem prve opeke 15. avgusta 1282 in nadaljevanjem na zahod; vsaka generacija gradbenikov je dodala svoj prispevek k celoti. Med letoma 1282 in 1303 so postavili stene apside in prve štiri traveje razpona. Med letoma 1301 in 1308 so se med francoskim kraljem Filipom IV. In Bernardom de Castanetom pojavili spori, namesto škofa pa so dohodek škofije prejemali kraljevi častniki. Dela se nadaljujejo leta 1310. Med letoma 1340 in 1370 so dokončali zidove in začeli s temelji zvonika. Med letoma 1370 in 1390 so bili končani oboki.
Med pomembnimi arhitekturnimi značilnostmi sta zvonik (dodan leta 1492), ki je visok 78 metrov in vrata Dominique de Florenca (dodana okoli 1392). 
Dominique de Florence je za vernike zgradil dostopno stopnišče do stavbe na južni strani. Na dnu so utrjena vrata, znana kot vrata Dominique de Florenca, bolj dekorativna kot resnično obrambna. Vhod je sestavljen iz kamnitega baldahina z odprtim timpanonom. To delo počiva na steni stolnice in na okroglem opečnem stolpu. Slednji hrani zaklad kanonikov 18. stoletja. Kip portala je izginil, vendar ostaja sklepnik Marijinega vnebovzetja in glasbenih angelov. Jean-Louis Biget mu pripisuje vlogo slavoloka. 
Glavni vhod je torej na južni strani skozi dovršeno verando, v katero se vstopi po utrjenih stopnicah in ne skozi zahodno pročelje, kot je to tradicionalno v Franciji.
Glavna ladja je z 18 m najširši gotski primer v Franciji. V notranjosti manjkajo stranske ladje, ki jih nadomeščajo nizi majhnih kapel med opečnimi notranjimi oporniki, zaradi česar je stolnica Albi dvoranska cerkev. V primerjavi z običajno gotiko, so oporniki skoraj v celoti potopljeni v maso cerkve. 
Leta 1830 je streha puščala in deževnica je močila obok, na freskah so se pojavile sledi. Dela obnove so bila zaupana škofijskemu arhitektu Césarju Dalyju. Med obnovo se je odločil zatesniti oboke in dvigniti streho, zato je moral za 7 metrov dvigniti tudi stene, da je prikril modifikacijo strehe; te stene so bile opremljene z loki, ki podpirajo kamnito ograjo, ki krepi obrambni vidik konstrukcije. Odločil se je tudi, da bo podstavil opornike s stolpi, visokimi 12,90 m, a je s tem šokiral prebivalce Albija, je bilo gradbišče leta 1866 prekinjeno. Dela so se nadaljevala po smrti Césarja Dalyja leta 1896: stolpi so bili razstavljeni, razen enega na vzhodni fasadi in ograje, ki jo je zamenjal opečni zid. Dela 19. stoletja so vidna v svetlejši barvi opek.
Stolnica je po seznamu iz leta 1862 navedena kot zgodovinski spomenik.
Obnove 20. stoletja se izvajajo v duhu ohranjanja in vzdrževanja. 
Leta 1988 se je pojavil par sokolov. Leta 1989 so uredili gnezdo. Od leta 2001 vsako leto opazijo mladiče. V letu 2008 so ornitologi lahko namestili video opremo za proučevanje vzreje potomcev .

## Notranjost
Izdelana notranjost je v popolnem nasprotju z vojaško zunanjostjo stolnice.
Osrednji kor, rezerviran za pripadnike duhovščine, je obdan s korno pregrado z natančnim filigranskim kamnitim okrasom in skupino barvnih kipov. Francoska revolucija je bila usodna za kipe portala korne pregrade: bili so odstranjeni in so izginili, verjetno so bili uničeni, saj od takrat niso našli nobene sledi. Škof Jean-Joachim de Gausserand je celo zaprosil za rušenje kora in korne pregrade, a je to preprečil Jean-François Mariès, lokalni inženir in arhitekt, ki je pisal takratnemu ministru za notranje zadeve, ta pa ustavil rušenje.

### Freske in poslikave
Freske v stolnice sv. Cécilije predstavljajo največje območje renesančnih fresk v Franciji. To je edina stolnica v Evropi, katere stene in oboki so v celoti prebarvani na površini približno 18.500 m². Poleg površine, ki jo je bilo treba poslikati, so morali umetniki delati v nemogočih položajih na odrih, ki so bili postavljeni trideset metrov visoko. Freske so narejene s poslikavo na svež omet. Uporabljene so dragocene barve: azurit, modri pigment, ki izhaja iz spojine bakrovega karbonata, prihaja iz Chessyja; malahit, zeleni pigment, je redkejši, da o uporabljenih zlatih listih ne izgubljamo besed.
Pod orglami je freska Poslednje sodbe, pripisana neznanim flamskim slikarjem. Ta komplet je izjemen po svoji površini, kakovosti in zrcalni ureditvi (Stvarjanje sveta / Zadnja sodba). Ta velikanska slika Poslednje sodbe (1474-1484) je prvotno obsegala 270 m². Pobarvana v temperi, v treh registrih: nebesa, zemlja in pekel, v katerih neumni gestikulirajo v oddelkih, namenjenih sedmim smrtnim grehom. To delo je bilo v 18. stoletju pohabljeno z odprtjem dostopa do kapele pod zvonikom, ki je služil kot župnijski kor do leta 1885, v središču obzidja, vendar je ta izbira omogočila ohranitev korne pregrade, v nasprotju od številnih cerkva, kjer so bile porušene. 
Freske oboka (1509–1512), bogate barve in izjemnih dimenzij (97 m dolge 28 m široke) tvorijo največji in najstarejši ansambel italijanskega renesančnega slikarstva v Franciji. Modra barva, ki se nadaljuje v oboke nad korom, je slavna 'modra Francije' (bleu de France), ki jo imenujejo tudi kraljevsko modra (bleu-roi). 
Stolnica Albi skriva v trompe l'oeil v južnem triforiju, osupljiv komplet, nečitljiv iz ladje, erotičnih anamorfoz.

### Korna pregrada
Zunanja fasada pregrade ima pet razponov, uokvirjenih s stebri, začenši iz nadstreška niše in ki se končajo na njihovem vrhu v konzolah. Je kamnita ograja, ki ločuje kapitelj kanonikov od ostalih vernikov. V dekorativnem gotskem slogu ima pročelje široko 18 m, visoko 8,20 m in globoko 7,15 m (pod tribuno). Galerija zunanje fasade ima tri registre. Spodnji register je na vsakem razponu okrašen z dvojnimi ločenimi loki, katerih stična točka se pojavi v srednjem registru. Zgornji register ima polkrožne oboke in v vmesnih razmikih odprto balustrado, okrašeno z grbi. Njena prisotnost in izjemna ohranjenost, je toliko bolj dragocena, saj je bila večina kornih pregrad uničena; v Franciji jih je ostalo le približno deset.
V nišah je 35 stebrov, ki ločujejo 6,44 m visok kor, zunaj so postavljeni kratki barvni kamniti kipi prerokov Stare zaveze, znotraj pa je 15 kipov, ki predstavljajo Cerkev (12 apostolov, Devica, sveti Janez Krstnik in sveti Pavel in 72 kipov angelov, združenih okrog svete Cecilije, nato pa na koncu Karel Veliki in Konstantin I. Veliki, ki dominirata nad vrati). Korna pregrada zapre ta komplet z odprtimi gotskimi loki. Obod ograje je okrašen v dveh vrstah po 120 stolov, ki jih prekrivajo nežno izrezljani nadstreški in 72 kipov angelov s simboličnimi figurami. 
Zahodni portal je edini obokan del s škofovskim prestolom, ki ga nadzira okrašena krošnja. Zaradi finega rezljanja kamnitih sten in skulptur so ga poimenovali »dentelle de pierrec« (kamnita čipka).

### Slike
Stolnica je okrašena z več slikami: med najzanimivejšimi je italijanski poliptih iz 14. stoletja (1345), ki predstavlja prizore iz Jezusovega življenja, pa tudi prva znana slika Jacquesa Blancharda: Jezus preda ključe sv. Petru (1628).
Konec 17. stoletja, okrog leta 1690, je v kapeli stolničnega kora nastala pomembna serija dvanajstih portretov apostolov in blagoslov Kristusa, ki ga je naslikal Georges de La Tour. Poklon kanonika Jean-Baptistea Nualarda, je bila ta serija apostolov v Albiju po letu 1795 razpršena in le pet apostolov je bilo nameščenih, od katerih sta dva zdaj v muzeju Toulouse-Lautrec skupaj s kopijami drugih izginulih portretov..

## Galerija
- Pogled na stolnico
- Zunanjost
- Kor in korna pregrada.
- Ladja z orglami.
- Orgle.
- Ladja s korno pregrado
- Baldhin (vhodna veranda)